# Schönschreiben
«Schönschreiben» (в перекладі з німецької краснопис, каліграфія) — автобіографічне оповідання українського письменника Івана Франка, в якому зображено атмосферу шкільної освіти Австро-Угорщини.
Вперше опубліковане у 1884 році у львівському журналі «Зоря». Того ж року у перекладі польською мовою надруковане у варшавській газеті «Prawda» під псевдонімом Мирон. Увійшло до збірки оповідань з життя робочого люду «У поті чола» (1890).
В оповіданні художньо відтворено атмосферу шкільної освіти Австро-Угорської імперії другої половини 19 століття з її схоластикою, тілесними покараннями та моральним приниженням учнів. Оповідання є автобіографічним і написане за спогадами про навчання у німецькомовній «нормальній школі» отців Василіян у Дрогобичі. У галицьких початкових школах другої половини XIX ст. за погане навчання було узаконено фізичне покарання.
Іван Франко так описує ті часи в автобіографії.
|  | ...я, по-мужицьки вбраний, боязливий, несмілий та часто немитий хлопець, цілий курс бувши посміховищем у класі і перетерпівши досить від деяких нелюдських учителів (див. «Schönschreiben»), при кінці першого курсу, на превелике диво цілого класу і своє власне, одержав першу локацію |

Пізніше письменник уточнював, що назагал навчання у василіанській школі було приємне і що про вчителів, назагал, він не може сказати нічого злого. Франко як талановитий і здібний учень не зазнавав екзекуцій подібних описаним у його оповіданнях. Але на нього покарання, яких зазнавали інші школярі, справляли гнітюче враження.
|  | «Того неприємного почуття, що називається школярською тремою і не раз доводить молодих школярів аж до самовбивства, я не зазнав майже ніколи» |